# Orthomegas cinnamomeum
Orthomegas cinnamomeum är en skalbaggsart som först beskrevs av Linne 1758.  Orthomegas cinnamomeum ingår i släktet Orthomegas och familjen långhorningar.
Artens utbredningsområde är:
- Guyana.
- Surinam.
- Venezuela.

Inga underarter finns listade i Catalogue of Life.